# Gouvernement Boko
République du Botswana
Masisi II 
Le gouvernement Boko (en anglais : Boko Cabinet) est le gouvernement de la république du Botswana, sous la 13e législature de l'Assemblée nationale à la suite des élections générales de 2024. Il s'agit du premier gouvernement qui n'est pas dirigé par le Parti démocratique du Botswana depuis l'indépendance du pays en 1966.

## Contexte
À l'issue des élections générales du 30 octobre 2024, l'alliance tripartite de la Coalition pour un changement démocratique remportent 36 sièges sur les 69 à pourvoir à l'Assemblée nationale. Les résultats sont une lourde défaite pour le Parti démocratique du Botswana (BDP), au pouvoir sans discontinuer depuis l'indépendance du pays en 1966, en devenant le plus petit parti à l'Assemblée avec seulement quatre sièges. Le président de la République sortant Mokgweetsi Masisi concède sa défaite le matin du 1er novembre 2024 et plus tard dans la journée, le nouveau président Duma Boko est assermenté par le juge en chef du Botswana Terence Rannowane,. 
Le nouveau gouvernement formé par Boko est ainsi le premier du pays qui n'est pas dirigé par le BDP, mettant fin à 58 ans de règne de ce parti au Botswana,. Les ministres du gouvernement sont annoncés du 11 au 17 novembre 2024,,.

## Composition
| Fonction                                                                   | Titulaire | Titulaire                                               | Parti |
| -------------------------------------------------------------------------- | --------- | ------------------------------------------------------- | ----- |
| Président de la République                                                 |           | Duma Boko                                               | BNF   |
| Vice-président de la République Ministre des Finances                      |           | Ndaba Gaolathe                                          | AP    |
| Ministre des Affaires étrangères                                           |           | Phenyo Butale                                           | AP    |
| Ministre de la Santé                                                       |           | Stephen Modise                                          | BNF   |
| Ministre de la Protection de l'enfance et de l'Éducation primaire          |           | Nono Kgafela-Mokoka                                     | BPP   |
| Ministre de l'Enseignement supérieur                                       |           | Prince Maele                                            | Ind.  |
| Ministre des Territoires et de l'Agriculture                               |           | Micus Chimbombi                                         | BNF   |
| Ministre de la Jeunesse et de la Condition des femmes                      |           | Lesego Chombo                                           | Ind.  |
| Ministre d'État à la présidence                                            |           | Moeti Mohwasa                                           | BNF   |
| Ministre de la Justice et des Services correctionnels                      |           | Nelson Ramaotwana                                       | BNF   |
| Ministre des Collectivités locales et des Affaires traditionnelles         |           | Ketlhalefile Motshegwa                                  | BNF   |
| Ministre des Minerais et de l'Énergie                                      |           | Bogolo Kenewendo                                        | Ind.  |
| Ministre à la Communication et à l'Innovation                              |           | David Tshere                                            | Ind.  |
| Ministre de l'Environnement et du Tourisme                                 |           | Wynter Mmolotsi                                         | AP    |
| Ministre du Travail et de l'Intérieur                                      |           | Pius Mokgware                                           | AP    |
| Ministre des Sports et des Arts                                            |           | Jacob Kelebeng                                          | AP    |
| Ministre du Commerce et de l'Entreprenariat                                |           | Tiroeaone Ntsima                                        | BPP   |
| Ministre des Transports et des Infrastructures                             |           | Noah Salakae                                            | BNF   |
| Ministre de l'Eau et des Établissements humaines                           |           | Onneetse Ramogapi                                       | Ind.  |
| Ministres adjoints                                                         |           |                                                         |       |
| Ministre adjoint à la Santé                                                |           | Lawrence Ookeditse                                      | BPF   |
| Ministre adjoint aux Territoires et à l'Agriculture                        |           | Edwin Dikoloti                                          | Ind.  |
| Ministre adjoint à l'Enseignement supérieur                                |           | Justin Hunyepa (jusqu'au 27 mars 2025, fonction abolie) | BNF   |
| Ministre adjoint à la Présidence                                           |           | Maipelo Mophuting                                       | BNF   |
| Ministre adjoint à la Justice et aux Services correctionnels               |           | Augustine Nyatanga                                      | BNF   |
| Ministre adjoint aux Collectivités locales et des Affaires traditionnelles |           | Ignatius Moswaane                                       | BPP   |
| Ministre adjoint à la Communication et de l'Innovation                     |           | Shawn Nthaile                                           | BNF   |
| Ministre adjoint au Travail et à l'Entreprenariat                          |           | Baratiwa Mathoothe                                      | BPF   |
| Ministre adjoint des Transports et des Infrastructures                     |           | Keoagile Atamelang                                      | BPP   |
| Ministre adjoint de l'Eau et des Établissements humaines                   |           | Onneetse Ramogapi                                       | BNF   |